# Boca-de-sapo-do-dulit
Boca-de-sapo-do-dulit  (Batrachostomus harterti) é uma espécie de ave da família Podargidae.
Pode ser encontrada nos seguintes países: Indonésia e Malásia.
Os seus habitats naturais são: florestas subtropicais ou tropicais húmidas de baixa altitude e regiões subtropicais ou tropicais húmidas de alta altitude.
Está ameaçada por perda de habitat.